# ژوزه آنتونیو
ژوزه آنتونیو (پرتغالی: José António; ۲۹ اکتبر ۱۹۵۷ – ۲ ژوئن ۲۰۰۵) بازیکن فوتبال اهل پرتغال بود.
از باشگاه‌هایی که در آن بازی کرده‌است می‌توان به باشگاه ورزشی اشتوریل پرایا، باشگاه ورزشی بنفیکا، و باشگاه فوتبال بلننسس اشاره کرد.
وی همچنین در تیم‌های ملی فوتبال زیر ۱۶ سال پرتغال، زیر ۱۸ سال پرتغال، زیر ۲۱ سال پرتغال، و پرتغال بازی کرده‌است.